# Казначич, Иван Антон
Иван Антон Казначич (Ivan Antun Kaznačič; 1784—1874) — далматинский патриотический поэт. Отец писателя Ивана Августа Казначича.
Известен рядом стихотворений на праздник Рождества. Кроме того ему принадлежат «Prvo posvetilište od novoga misnika» (Дубр., 1837); «Memoire della vita e delle opere del P. Sr. M. Appendini» (Дубр., 1838); «Preuzvišenom gosp. Jos. bar. Jellačiću banu» (поэма, Дубр., 1848); "Obljuhenoj našoj bratji Hrvatima и Slavoncima Dubrovčani (Дубр., 1848), «Pozdrav sv. и prepošt. Patriarku srbskom Jos. Rajačiću» (Задр, 1849) и др. Его «Pjesme razlike» издано в Дубровнике (1879), с биографией.